# Le Chercheur d'Afriques
Le Chercheur d'Afriques est un roman autobiographie d'Henri Lopes, paru en 1990 aux Éditions Seuil,.

## Résumé
C'est l'histoire d'André, un jeune né d'une mère noire et d'un père blanc. Privé de l'amour paternel, il se retrouve à Paris pour rechercher celui-ci,.